# American Gangster
American Gangster is een Amerikaanse gangsterfilm uit 2007 van regisseur Ridley Scott. Het verhaal is geïnspireerd op het leven van Frank Lucas, een gangster die door zijn mysterieuze succes en geld (verdiend door heroïnehandel), de aandacht trekt van een politieagent die ook zijn eigen verhaal heeft. De film wordt als gewelddadig betiteld, vanwege het geweld van corrupte agenten dat in de film te zien is, en de gewelddadigheid van de gangsters.

De productie werd genomineerd voor onder meer twee Academy Awards, vijf BAFTA Awards en drie Golden Globes. De film kreeg meer dan tien prijzen daadwerkelijk toegekend, waaronder een Satellite Award en een Empire Award.

## Inhoud
Frank Lucas was jarenlang de chauffeur en rechterhand van misdaadbaas Bumpy Johnson, die er ondanks zijn illegale praktijken wel een zekere moraal in omgangsvormen op nahield. Wanneer Johnson eind jaren 1960 overlijdt, ziet Lucas de door zijn baas in stand gehouden orde totaal instorten. Criminelen uit alle hoeken en gaten pakken wat ze pakken kunnen zonder aanzien des persoons en de mensen die Johnson nog geld schuldig waren lijken nog op diens begrafenis verheugd dat ze daarvan af zijn. Lucas laat het er niet bij zitten en neemt zich voor alle openstaande schulden alsnog te innen. Tegen de trend van het uiterlijk vertoon van het tijdperk in, begint hij met het opzetten van een criminele structuur waarin professionaliteit het sleutelwoord is. Binnen een mum van tijd werkt hij zich zo op tot een van de grootste spelers op de New Yorkse drugsmarkt. Lucas houdt zich daarbij aan de voor hem respectabele regels, maar rekent ook koud en keihard af met degenen die dat niet doen.
Lucas merkt al vlot dat er veel betere heroïne te leveren moet zijn dan er op dat moment in omloop is, die naar zijn smaak ook veel te duur is. Hij komt erachter dat dit komt doordat er zoveel mensen tussen de productie en verkoop zitten, die er allemaal aan willen verdienen. Lucas gaat het totaal anders doen door de drugs zelf rechtstreeks uit Vietnam naar Amerika te halen. Hij verstopt zijn handel in de doodskisten van gestorven soldaten uit de Vietnamoorlog. Zo kan hij in New York zuiverder drugs in omloop brengen tegen een lagere prijs dan die van de concurrentie, die op haar beurt niet blij is daarmee.
In de tijd dat Lucas aan zijn opkomst werkt, werkt agent Richie Roberts bij de New Yorkse narcoticadienst. Hij staat daar bekend als het heilig boontje dat een miljoen aan crimineel geld vond en dat gewoon meldde, in plaats van het zelf te houden. Roberts' drijfveer is voornamelijk om altijd te doen wat juist is, ongeacht de gevolgen. Hij zoekt een groep mannen bij elkaar uit het door en door corrupte politiekorps om samen grootschalige drugszaken op te lossen. Hij merkt daarbij dat de corruptie binnen de narcoticabrigade nog veel verder doorgedrongen is dan hij al besefte. Roberts beredeneert aan de hand van zijn gevonden aanwijzingen dat tegen de verwachtingen in de zwarte Lucas de grote drugsbaas in New York moet zijn, in plaats van een van de meer voor de hand liggende Italiaanse criminele families.

## Rolverdeling
- Denzel Washington - Frank Lucas
- Russell Crowe - Richie Roberts
- Chiwetel Ejiofor - Huey Lucas
- Cuba Gooding jr. - Leroy "Nicky" Barnes
- Josh Brolin - rechercheur Trupo
- Lymari Nadal - Eva
- Ted Levine - Lou Toback
- Ruby Dee - Mama Lucas
- Roger Guenveur Smith - Nate
- John Hawkes - Freddie Spearman
- RZA - Moses Jones
- Idris Elba - Tango
- KaDee Strickland - Roberts' advocate
- Kevin Corrigan - Campizi
- Joe Morton - Charlie Williams

## Trivia
- Eigenlijk zou de film al in 2004 in de bioscopen verschijnen. De hoofdrollen zouden toen gespeeld worden door Denzel Washington en Benicio del Toro, maar Universal Pictures annuleerde de film wegens problemen met het budget.
- De originele titel van dit project was Tru Blu.
- Oliver Stone leek voor een lange tijd plaats te gaan nemen in de regiestoel. Uiteindelijk werd het Ridley Scott.
- Tijdens de openingsscène zien we hoe Frank Lucas (Washington) een man vermoordt. De moord heeft volgens de echte Frank Lucas daadwerkelijk plaatsgevonden, al is de moord nooit opgehelderd of door de politie onderzocht. De naam van het slachtoffer is ook niet bekend. Tijdens een interview met The New York Times, naar aanleiding van de première van American Gangster, praatte Lucas zijn mond voorbij en onthulde hij de naam van het slachtoffer.
- De film ging in Nederland in première tijdens het Leids Film Festival op 31 oktober 2007. American Gangster was tevens de openingsfilm van het festival (31 oktober - 4 november 2007).